# Гремячка (приток Вятки)
Гремячка — река в России, протекает по Верхнекамскому району Кировской области. Устье реки находится в 1057 км от устья Вятки по левому берегу. Длина реки составляет 22 км.
Исток реки в болотах в 14 км к юго-западу от города Кирс. Река течёт на северо-восток, затем на северо-запад. Всё течение проходит по ненаселённому заболоченному лесу. Впадает в Вятку в 12 км к северо-западу от города Кирс.

## Данные водного реестра
По данным государственного водного реестра России относится к Камскому бассейновому округу, водохозяйственный участок реки — Вятка от истока до города Киров, без реки Чепца, речной подбассейн реки — Вятка. Речной бассейн реки — Кама.
Код объекта в государственном водном реестре — 10010300212111100030269.